# Selenopsyllus abyssalis
Selenopsyllus abyssalis is een eenoogkreeftjessoort uit de familie van de Cylindropsyllidae. De wetenschappelijke naam van de soort is voor het eerst geldig gepubliceerd in 1979 door Becker.